# Burton in Lonsdale
Burton in Lonsdale – wieś w Anglii, w hrabstwie North Yorkshire, w dystrykcie (unitary authority) North Yorkshire. Leży 98 km na zachód od miasta York i 335 km na północny zachód od Londynu.